# Fundação Rio Jordão
A Fundação Rio Jordão foi fundada pela rainha Noor da Jordânia, esposa do falecido rei Hussein bin Talal da Jordânia. Após a morte do rei Hussein, a rainha Noor deixou sua posição como presidente da fundação e a nova rainha Rania da Jordânia assumiu a posição.
A Fundação Rio Jordão é uma organização sem fins lucrativos que iniciou suas atividades no início dos anos noventa (algum tempo depois de 1990) em Amã na Jordânia para capacitar a sociedade, especialmente mulheres e crianças, e por sua vez, melhorar a qualidade de vida para garantir um futuro melhor para todos os jordanianos. A fundação foi estabvelecida e presidido pela rainha Noor Al Hussein e depois pela rainha Rania Al-Abdullah. 

## Localização
Localizado em Jabal Amman , a Fundação Rio Jordão ocupa a casa construída em 1936 por Salim al-Odat. Odat alugou a casa para o exército britânico durante toda a década de 1930 para ser utilizado como escritório. Vendeu-a em 1939, após o que passou por um número de proprietários em que foi usada como casa, como delegacia de polícia, e como escola durante os anos 1960. Mas na década de 1980, a casa foi abandonada e ficou em ruínas. Em seguida, no final da década, quando um comprador potencial ameaçou derrubar a casa, o arquiteto Zaid al-Qoussous comprou-a de modo a preservá-la . Em 1994, a casa foi comprada e renovada pela Fundação Rio Jordão, para ser usado como sua sede.  Várias empresas e embaixadas contribuíram para a renovação: 
- USAID
- Embaixada do Japão;
- Embaixada do Canadá;
- Embaixada da RFA;
- Embaixada da Austrália;
- Fundação Othman Mohamed Ali Bdeir;
- Grupo Técnico árabe
- Heating Supplies Company
- Technolinks

## Projeto mulheres de Bani Hamida
O Projeto Mulheres de Bani Hamida é um dos meios pelos quais a [[[ONG]] atua com a comunidade beduína. Baseado em Mukawir, perto de Madaba, o projeto promove artesanato beduíno e busca melhorar o bem-estar econômico e social das mulheres e crianças beduínas. O artesanato de Bani Hamida é exibido no showroom da Fundação Rio Jordão.

## Projeto Wadi Al Rayan
O Projeto de Wadi Al Rayan é organizado pela fundação. Um grupo de 165 mulheres envolvidas no projeto fazem cestos, esteiras, e móveis de folhas de bananeira locais e canas de taboa.